# Руденко Анатолій Вікторович
Анато́лій Ві́кторович Руде́нко (нар. 1 січня 1955, Русалівка, Черкаська область) — український лікар-кардіохірург. Доктор медичних наук, професор, член-кореспондент Національної академії наук України, академік Національної академії медичних наук України.

## Біографія
Батько Віктор Григорович був інженером. Мати Марія Іванівна працювала вчителькою.
Закінчивши із золотою медаллю середню школу, Анатолій Руденко став студентом Київського медичного інституту.
Учень академіка Миколи Амосова та професора Василя Урсуленка. Завідувач відділення хірургії ішемічної хвороби серця Національного інституту серцево-судинної хірургії імені Миколи Амосова НАМН України (1997—2016). Виконав понад 5000 операцій на серці, в тому числі понад 2000 — з штучним кровообігом.
Нагороджений Державною премією України в галузі науки і техніки (2005), орденом «За заслуги» ІІІ ступеня (2015).